# Mèdes
Vous lisez un « bon article » labellisé en 2012.
Pour les articles homonymes, voir Mèdes (homonymie).
Les Mèdes (en persan : مادها Mād-hā ; en vieux perse et kurde : Med- ; grec ancien : Μῆδοι ; hébreu : מָדַי) sont un ancien peuple qui vivait sur les terres de l'actuel Iran. Aux alentours de 1100 à 1000 av. J.-C., ils occupent la région montagneuse du nord-ouest de l'Iran et la région nord-est et orientale de la Mésopotamie située dans la région de Hamadan (Ecbatane). On pense que leur émergence en Iran s'est produite entre 800 av. J.-C. et 700 av. J.-C. Au VIIe siècle av. J.-C., tout l'ouest de l'Iran et certains autres territoires sont sous domination mède, mais leur extension géographique précise reste inconnue.
Bien qu'une place importante dans l'histoire du Moyen-Orient antique lui soit généralement reconnue, ce peuple n'a laissé aucune source textuelle permettant de reconstituer son histoire. Il n'est connu que par des sources extérieures, assyriennes, babyloniennes et grecques, ainsi que par quelques sites archéologiques iraniens, qui sont supposés avoir été occupés par des Mèdes.
Les récits relatifs aux Mèdes rapportés par Hérodote laissent l'image d'un peuple puissant, qui aurait formé un empire au début du VIIe siècle av. J.-C. qui dura jusqu'en 550 av. J.-C., jouant un rôle déterminant dans la chute de l'empire assyrien et rivalisant avec les puissants royaumes de Lydie et Babylone. Toutefois, une réévaluation récente des sources contemporaines de la période mède modifie la perception que les chercheurs ont du « royaume mède ». Cet État demeure difficile à percevoir dans la documentation, ce qui laisse de nombreux doutes à son sujet, certains spécialistes proposant même qu'il n'y a jamais eu de royaume mède puissant. Il apparaît en tout cas qu'après la chute du dernier roi mède face à Cyrus II de Perse, la Médie est devenue une province importante et prisée des empires qui l'ont successivement dominée (Achéménides, Séleucides, Parthes et Sassanides).

## Qui sont les Mèdes?
Les Mèdes sont un peuple iranien, qui s'est établi dans le Nord-Ouest de l'Iran actuel, entre les régions montagneuses du Zagros occidental et de l'Elbourz, Mazandaran méridional, vers les derniers siècles du IIe millénaire. Ils y sont venus depuis l'Asie Centrale, sans doute en même temps que les Perses qui leur sont apparentés. Quand ils apparaissent dans la documentation textuelle, au milieu du IXe siècle, ils sont sans doute présents dans cette région depuis longtemps.
Le nom actuel des Mèdes dérive du grec ancien Mêdos (Μῆδος). Les Assyriens parlaient du « pays mède », KUR Mada, Mata, ou Manda, et les Babyloniens les désignaient comme Ummān-manda. En raison de leur proximité avec les Perses, les auteurs grecs ont parfois eu du mal à les distinguer d'eux, comme en témoigne l'expression « guerres médiques », qui est une erreur de désignation.
Force est de constater que ce peuple reste insaisissable par les archéologues et historiens modernes, et en premier lieu pour ses traits culturels. Les sources assyriennes et grecques indiquent qu'ils occupaient une région située dans le centre-ouest de l'Iran actuel, bordée au nord par le pays des Mannéens, au sud par celui d'Ellipi, et à l'ouest par les territoires de l'Urartu et de l'Assyrie ; sa limite orientale est inconnue. Mais le fait que l'on retrouve des noms de lieux et de personnes iraniennes dans les régions voisines indique qu'il n'y avait pas d'homogénéité ethnique dans l'Iran occidental de cette période, des Mèdes pouvant se trouver sur une vaste zone. Il est probable que les groupes iraniens prennent un poids de plus en plus important durant la première moitié du Ier millénaire,.

### La langue mède
L'origine et les caractéristiques de la langue mède font toujours l'objet de discussions. Peu de certitudes existent en l'absence de textes retrouvés dans cette langue et avec seulement quelques mots, toponymes, anthroponymes attribués à la langue mède, sa grammaire ne peut être reconstituée. Il est cependant clair qu'il s'agit d'une langue iranienne, proche du vieux-perse et présentée comme un ancêtre potentiel des langues iraniennes du Nord-Ouest modernes,. Certains passages d'auteurs grecs présentent des mots attribués au mède : ainsi, comparant les langues mède et perse, Hérodote mentionne le mot spaka (« chien », toujours présent dans les langues iraniennes actuelles telles que le kurde et le talysh, et différent du perse). On a aussi voulu identifier certains mots vieux-perses comme étant des emprunts au mède, notamment ceux concernant la politique, la guerre ou la religion ; par exemple : xšayaθia « roi », uvaspa- « avec de bons chevaux », zūra « le mal ». Le terme « satrape » a peut-être été repris par les Grecs à partir de sa forme mède (* xšaθra-pā) et non sa forme vieux-perse (xšaça). Des propositions de reconstitutions de racines mèdes à partir de mots du vieux-perse supposés empruntés au mède ont été faites. Les différences entre le vieux-perse et le mède sont de toute manière mal établies : la première est connue par des inscriptions royales, qui ont pu utiliser un langage différent de celui parlé par les Perses de l'époque, et elle est peut-être marquée par des emprunts importants au mède.

### Les sites archéologiques mèdes

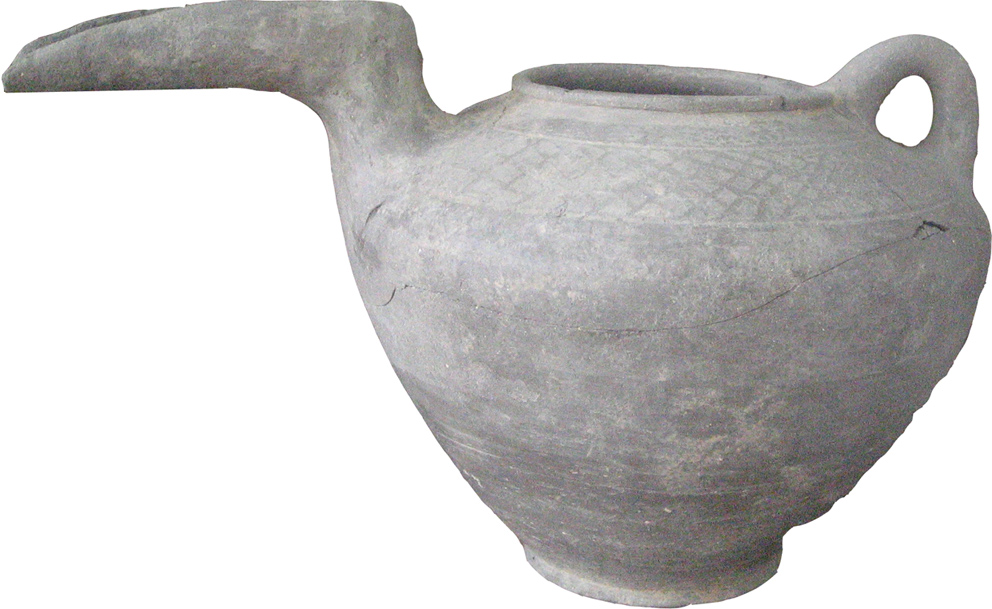
Céramique grise exhumée à Jeiran Tepe,, Musée national d'Iran.

Localisation des sites archéologiques attribués aux Mèdes.

La culture matérielle des Mèdes est un peu mieux identifiée que leur langue, même si là aussi, des zones d'ombres et surtout beaucoup de doutes demeurent. On a parfois voulu voir dans la « poterie grise » (gray ware) retrouvée dans des sites de la région de Gorgan et à Tepe Sialk pour la fin du IIe millénaire une marque des « Proto-iraniens », voire des « Proto-mèdes » qui seraient arrivés dans la région à cette période. En fait, l'attribution d'un type de céramique à un groupe ethnique reste sujette à caution. Pour la période mède à proprement parler, les IXe – VIIe siècles, on débat donc toujours pour déterminer les traits matériels de la culture de ce peuple,. R. D. Barnett a tenté d’identifier en 1962 des objets représentatifs d'un « art mède ». Il s'est en fait avéré qu'aucun des objets n'avait un contexte archéologique certain et ne pouvait donc être pris en compte comme témoignage artistique de la culture des Mèdes.
Les explorations archéologiques des sites de la région où se sont développés les Mèdes ont apporté plus d'éléments à la discussion, mais ne l'ont pas résolue, loin de là, étant donné qu'il n'y a jamais la certitude qu'un site fouillé a bien été habité par les Mèdes, sauf à la rigueur pour Ecbatane, mais aucun niveau d'époque mède n'y a encore été mis au jour. Cela est de plus complexifié par le fait qu'on constate une certaine homogénéité artistique et architecturale chez les différents peuples de l'Iran du Nord-Ouest de cette période, qui rend parfois incertain et même improbable qu'un certain type d'objets ou de constructions puisse être attribué à un peuple précis. Il est donc impossible de parler d'un « art mède » avec certitude.
On en revient généralement à attribuer aux Mèdes des sites fouillés pour la période et la région dont on sait par les sources assyriennes qu'ils l'ont peuplée. Les sites couramment considérés comme étant représentatifs des Mèdes et de leur culture sont tous situés dans la région de Hamadan, l'ancienne Ecbatane, donc dans la région dont les différentes sources s'accordent à faire le centre du peuplement mède : Godin Tepe, Nush-i Jân, Baba Jân et Tepe Ozbaki, auxquels s'ajoute Gunespan, plus récemment mis au jour. Ces petites forteresses témoignent de pratiques architecturales communes, fortement inspirées par celles de l'Anatolie ou de l'Urartu et préfigurant l'architecture achéménide, déjà attestées dans le Nord-Ouest de l'Iran dans le grand site de Hasanlu (attribué généralement pour cette époque aux Mannéens, peuple voisin des Mèdes) et présentant également des affinités avec Tell Gubbah dans le Zagros irakien et même Ulug Depe au Turkménistan. Le statut de Kerkenes Dagh, situé dans la province de Yozgat en Turquie, est débattu : certains veulent y voir la forteresse de Ptéria évoquée par Hérodote, contrôlée par le royaume mède à la suite de ses conquêtes dans l'Est anatolien, opinion loin de faire l'unanimité.
Godin Tepe, localisé près de Hamadan, a été habité dès la fin du Néolithique, et s'est développé en entretenant des rapports commerciaux avec l'Élam. Après une phase d'abandon entre la fin du IIe millénaire et le début du Ier millénaire, il est peuplé à nouveau par les populations iraniennes vers 750. Elles aménagent alors une forteresse en hauteur. Un puissant rempart protégeait la citadelle sur son côté nord. À l'est se trouve un arsenal. Au centre, une galerie à deux rangées de colonnes a été construite, conduisant sur les cuisines, et un édifice qui pourrait être un temple du feu. Le côté ouest comprend la partie principale de la forteresse, le palais. Il s'agit d'une grande salle hypostyle, où se trouve le trône du maître des lieux. Plus tard, une deuxième salle à colonnes, plus réduite, est bâtie à l'ouest. Ce site est probablement alors la résidence d'un roitelet mède. Il est abandonné au milieu du VIe siècle.
Tepe Nush-i Jân est situé au nord de Hamadan. Il est bâti en hauteur sur une colline. La forteresse est divisée en quatre zones. Un « fort » est situé à l'ouest. On a retrouvé l'étage inférieur de cet édifice, qui comprenait des entrepôts. Un escalier atteste la présence d'un étage supérieur. À l'autre extrémité, un temple du feu a été bâti, avant d'être en partie recouvert par un édifice à colonnes. Entre le hall à colonnes et le fort, un second temple du feu a été érigé (voir plus bas). Au VIIe siècle, les habitants du site recouvrent les édifices de pierres, sans doute dans le but de les préserver pour faire une réfection. Mais le site est alors abandonné.
Baba Jân, situé à proximité de Nurabad (Lorestan), est un très ancien site, qui connaît un nouvel essor dès la fin du IXe siècle, au début de la période III. Il se dote d'une architecture monumentale au niveau suivant de la période III : son bâtiment principal est un « manoir », de 33 × 35 mètres de côté, protégé par des tours d'angles. Au VIIe siècle, le site est incendié, puis restauré peu après (dernières phases de la période III). Il se pourrait que les habitants qui aménagent alors soient des Mèdes, à moins qu'ils ne soient déjà là dès la fin du IXe siècle.

### La religion mède
La religion des Mèdes est connue par l'archéologie. Le site de Nush-i Jân comportait le meilleur exemple de temple du feu, donc typique d'une religion de type mazdéen. C'est une tour cruciforme de 14,5 × 16 mètres. Une antichambre ouvre sur une salle voûtée recouvrant un autel et un bassin. De là, on accède à un escalier menant à un étage supérieur, ou à la cella où se trouve l'autel du feu. Un autre temple plus ancien avait été bâti à l'autre extrémité du site et un autre se trouvait peut-être à Godin Tepe comme mentionné plus haut.
La seule source écrite sur la religion mède reste Hérodote, dont on ne sait pas dans quelle mesure le témoignage est un indicateur fiable de la réalité. Selon ce qu'il rapporte, les Mèdes ont une caste sacerdotale, les Mages, qui seraient une des six tribus de ce peuple. Ils agiraient notamment en tant que devins, puisque ce sont eux qui interprètent les songes du roi Astyage relatifs à la future prise de pouvoir de Cyrus II. En réalité, des mages se trouvent également parmi les prêtres attestés en Perse, et rien ne démontre qu'ils soient spécifiquement mèdes.
Sur la base de ces maigres informations, s'est posée la question de savoir si les Mèdes étaient oui ou non Zoroastriens, comme le prétendent les auteurs classiques. S'il semble probable que les habitants de la Médie pratiquent une religion de type mazdéen dans les deux siècles précédant la période achéménide, la documentation disponible ne permet pas d'affirmer qu'ils suivent la religion réformée par Zarathoustra, ou même que ce courant se soit répandu pendant la période du royaume mède.
La pratique d'une religion de type mazdéen en Médie aux périodes achéménide, hellénistique et parthe est en tout cas assurée par les récits grecs. Ainsi, un temple est dédié à la grande déesse iranienne Anahita à Ecbatane, mentionné par Bérose qui rapporte sa construction par le roi achéménide Artaxerxès II, et il est encore mentionné à la période parthe par Polybe et Isidore de Charax. Ce dernier évoque un autre grand temple de cette déesse (qu'il assimile à la grecque Artémis) en Médie, à Kangavar, dont les ruines ont été fouillées (voir Temple d'Anahita).

## Histoire des Mèdes et de la Médie

### Premières attestations durant l'expansion assyrienne dans le Zagros

Le Moyen-Orient à l'époque de l'empire assyrien.

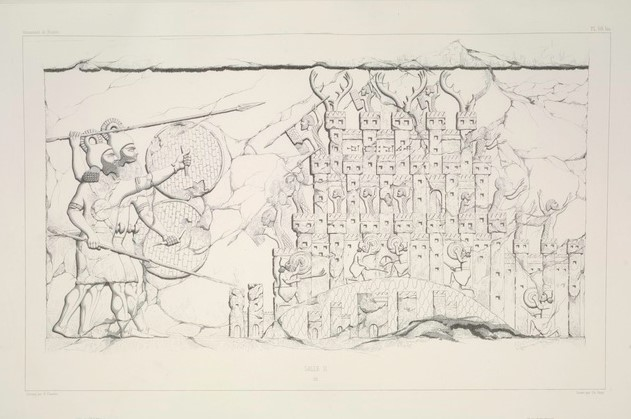
Prise d'une cité mède par les troupes assyriennes de Sargon II. Copie d'un bas-relief de Khorsabad par Eugène Flandin.

Les ancêtres des Mèdes arrivent vraisemblablement dans le Nord-Ouest de l'Iran à la fin du IIe millénaire, ou bien plus tard, vers le début du Ier millénaire. Des traces de ces migrations sont peut-être à chercher sur des sites comme Tepe Sialk (niveaux V et VI), mais la culture matérielle de ces « Proto-Mèdes » n'est pas aisée à identifier, si tant est qu'il soit possible de faire correspondre une culture matérielle à une ethnie.
Les Mèdes apparaissent avec certitude dans les annales du roi assyrien Salmanazar III (859-824), qui mène dans sa vingt-quatrième année de règne (835), une campagne dans la région du Zagros occidental. Il soumet alors trente-six « rois » mèdes, qu'il faut plutôt considérer comme des chefs de tribus. Son successeur Shamshi-Adad V (824-811) prend la ville mède de Sagbitu, dont il bat le chef Khanesiruka, en 815. D'autres rois assyriens combattent des groupes mèdes par la suite : Adad-nerari III (811-783) à six reprises, Teglath-Phalasar III (745-727), qui déporte 65 000 habitants du Zagros, et Sargon II (722-705) à quatre reprises, notamment au cours de sa huitième campagne, en 714. Ce dernier installe des déportés près de la frontière avec les Mèdes. Son fils Sennacherib (704-681) affronte le roi d'Ellipi, un royaume non-mède situé aux alentours du Luristan, et affronte alors quelques groupes mèdes. Ces deux souverains assyriens créent trois provinces pour appuyer leur contrôle sur la région du Zagros occidental : Parshuash, Kisheshin (renommé Kar-Ninurta) et Kharkhar (renommé Kar-Sharruken). La localisation exacte des lieux d'affrontements entre Assyriens et Mèdes est imprécise, même si on s'accorde à situer le cœur de la région peuplée par les Mèdes autour du mont Alwand, où se trouvent Godin Tepe, Nush-i Jân et Ecbatane. Le mont Bikni est un lieu revenant souvent dans les sources assyriennes concernant le pays mède, et sa localisation est encore débattue : est-ce le mont Alwand, ou bien le Damavand plus à l'est ? D'une manière générale, les informations fournies par les Assyriens sur les Mèdes sont très vagues et peu évidentes à analyser,,,.
Les guerriers de ce peuple sont souvent combattus en même temps que d'autres peuples : les Mannéens, évoluant dans la région du lac d'Orumieh, et les Perses, se trouvant au même endroit vers le IXe siècle, avant de migrer au sud-est vers la future Perse. Il semble que du point de vue ethnique, l'élément iranien connaisse une progression continue durant la période de lutte contre l'Assyrie. Les « tributs » que disent prélever les Assyriens dans cette région, et qui peuvent aussi parfois être le fruit de simples échanges commerciaux, sont essentiellement constitués de bétail, surtout des chevaux, dans l'élevage desquels les Mèdes sont spécialisés, ainsi que de lapis-lazuli, produit en Afghanistan (région accessible par les voies commerciales passant en pays mède), ou encore de cuivre.
La création de provinces assyriennes en marge du Zagros, avec l'établissement de forteresses, ne montre pas forcément que l'Assyrie perçoit cette région comme une menace potentielle à contrôler ; elle pourrait seulement indiquer une volonté de se procurer davantage de chevaux et de moyens militaires pour faire face aux menaces plus certaines représentées par l'Urartu et l'Élam. Quoi qu'il en soit, le VIIe siècle semble voir le pays mède s'organiser en entités politiques de plus en plus fortes, comme le prouvent les sites archéologiques, qui témoignent de pouvoirs locaux de plus en plus puissants, que les textes assyriens désignent comme des « chefs de villes » (bēl āli). Assarhaddon (680-669) mène en 676 une expédition dans le Zagros, qui le conduit au pays de Patusharri, au pied du mont Bikni, où habitent ceux qu'il appelle les « Mèdes lointains ». Deux ans plus tard, trois chefs mèdes lui demandent une aide militaire : Uppis de Partakka, Zanasama de Partukka et Ramateia d'Urukazabarra. Il accède à leurs souhaits en échange de leur soumission et du versement d'un tribut. Cela reflète sans doute des dissensions parmi les chefs mèdes sur l'attitude à avoir face aux Assyriens. Les chefs mèdes alliés à Assarhaddon lui prêtent alors des serments de loyauté (adû) dont l'interprétation est débattue : on les voit traditionnellement comme des traités de vassalité impliquant tous leurs sujets, mais il pourrait s'agir de promesse de la fidélité des soldats que ces chefs mèdes envoient à la cour assyrienne pour constituer une garde servant le roi et son fils et successeur désigné, Assurbanipal (668-627), un rôle qui rappellerait celui des « Barbares » au service des empereurs romains. Une fois monté sur le trône, ce dernier mène à son tour une campagne en pays mède, qui n'est toujours pas pacifié. Néanmoins, tout semble indiquer que les Assyriens perdent progressivement le contrôle sur les provinces de Parshuash, Kisheshin et Kharkhar, tandis que leurs offensives ont quand même mis à mal plusieurs entités politiques de la région, notamment les Mannéens et l'Ellipi. Cela pourrait avoir contribué à laisser la place à l'élaboration d'un royaume mède unifié, qui n'est cependant jamais mentionné dans les sources assyriennes, qui ne documentent pas cette région pour les années qui seraient celles de l'affirmation du pouvoir de Cyaxare.

### L'insaisissable royaume mède

#### Un récit des origines peu crédible
Les conditions exactes de la fondation du royaume mède restent inaccessibles en l'état actuel de la documentation disponible sur ce sujet. Selon la tradition rapportée par le Livre I des Histoires d'Hérodote, c'est un personnage nommé Déjocès qui réussit par la ruse à se faire proclamer roi de son peuple, et fonde un grand royaume organisé, avec Ecbatane pour capitale. Il aurait régné sur les différentes tribus mèdes unies : les Buses, Parétacéniens, Struchates, Arizantiens, Budiens, et les Mages. Rien de tout cela n'est indiqué dans les sources textuelles de l'époque, ni dans les trouvailles archéologiques ; les niveaux mèdes d'Ecbatane n'ayant pas été fouillés, il est impossible de repérer un processus de construction étatique dans la capitale mède. Un roitelet iranien nommé Daiukku est attesté dans les récits de guerre assyriens du temps de Sargon II, mais il ne s'agit sans doute pas du roi mède mentionné par Hérodote, vu que les faits mentionnés se situeraient autour du lac d'Orumieh et non en pays mède. L'histoire que rapporte Hérodote relève manifestement du mythe, qui vise à présenter une image de roi-modèle.
Selon la tradition, le second roi mède est Phraortès, fils de Déjocès, qui aurait notamment soumis les Perses, et serait mort en combattant un roi assyrien, identifié à Assarhaddon. Son existence n'est pas plus certaine que celle de son supposé père. Pour ces périodes, les sources assyriennes relatives aux Mèdes ne mentionnent qu'un groupe aux contours flous, dirigés par plusieurs roitelets comme l'a vu plus haut, en lieu et place de la constitution d'un royaume puissant. L'histoire du royaume mède telle qu'elle est rapportée par Hérodote paraît donc trop simpliste, même si les noms qu'elle donne sont bien mèdes.

#### Cyaxare et la destruction de l'empire assyrien

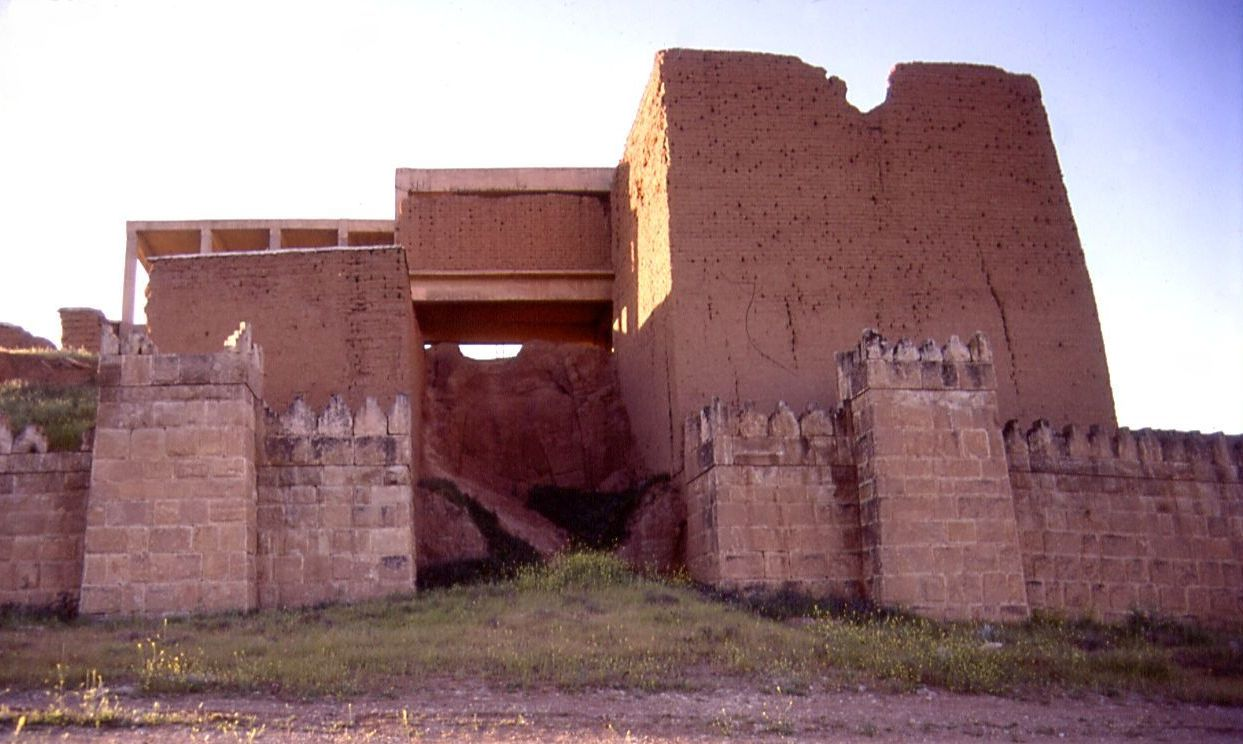
La porte d'Adad (après reconstruction moderne), une des portes gardant Ninive, capitale de l'empire assyrien saccagée par les guerriers mèdes en 612 av. J.-C.

Cyaxare est en revanche un personnage bien attesté dans les sources historiques babyloniennes, notamment la Chronique de la chute de Ninive qui relate la disparition de l'Assyrie. Selon ce que rapportent les auteurs grecs, Cyaxare aurait envisagé de venger son père Phraortès en levant une grande armée pour battre les Assyriens, mais il aurait été vaincu par les Scythes, qui auraient ensuite dominé les Mèdes pendant vingt-six ans. Les sources proche-orientales mentionnent bien une invasion scythe dans cette région du monde pour cette période, ce qui rend envisageable la soumission des Mèdes à ce peuple. Cyaxare aurait réussi à chasser les envahisseurs avant de monter une puissante armée. Les sources babyloniennes le présentent bien comme le chef d'une armée puissante, mais elles ne s'attardent pas sur ses assises territoriales. Les années de sa supposée montée en puissance ne sont quasiment pas documentées par les sources assyriennes, qui n'ont jamais laissé que l'image d'un pays mède fragmenté politiquement. Les trouvailles archéologiques sont quant à elles en contradiction avec l'idée de la construction d'un royaume mède, puisque la période supposée pour ce phénomène est au contraire marquée par l'abandon (apparemment pacifique) des sites attribués aux Mèdes. Il reste donc difficile de postuler la constitution d'un royaume mède puissant et structuré par Cyaxare, qui se serait plutôt cantonné à réunir autour de lui une puissante armée en profitant du retrait assyrien du Zagros.
La seule chose assurée à propos de Cyaxare grâce au croisement du récit de Hérodote et des sources babyloniennes est qu'il est un acteur majeur de la chute de l'Assyrie. En effet, il vient en aide à partir de 615-614 au roi Nabopolassar de Babylone dans sa lutte contre l'empire assyrien, qui dure déjà depuis une dizaine d'années. Alors que les Assyriens ont été chassés de Babylonie, l'armée babylonienne est encore incapable de les attaquer jusqu'au cœur de leur pays. C'est alors que les troupes mèdes entrent en scène et font pencher la balance en défaveur des Assyriens. Elles prennent plusieurs de leurs capitales : Assur en 614, puis Ninive en 612 avec les troupes babyloniennes. En 609 enfin, les alliés soumettent les derniers résistants assyriens à Harran.
La raison de la venue des Mèdes en Assyrie reste débattue. Avaient-ils une volonté de conquête ou bien une simple visée de pillage ? Ils sont de plus en plus présentés avant tout comme des destructeurs, ayant joué un grand rôle dans le sac des grandes capitales assyriennes, mais guère désireux de rester sur place, laissant les Babyloniens annexer l'ancien cœur de l'Assyrie. Force est de constater que presque rien n'est connu d'un partage de cette région entre les deux vainqueurs, et que seules de maigres traces de présence babylonienne y sont attestées,. Le rôle des mercenaires mèdes présents en Assyrie depuis plusieurs décennies dans la chute de leur ancien maître est également difficile à déterminer : ils pourraient avoir constitué un élément déstabilisateur dans l'armée assyrienne, créant une sorte de révolte interne (sans forcément avoir reçu un appui important de Mèdes venus de Médie ?).

#### Une phase d'expansion?

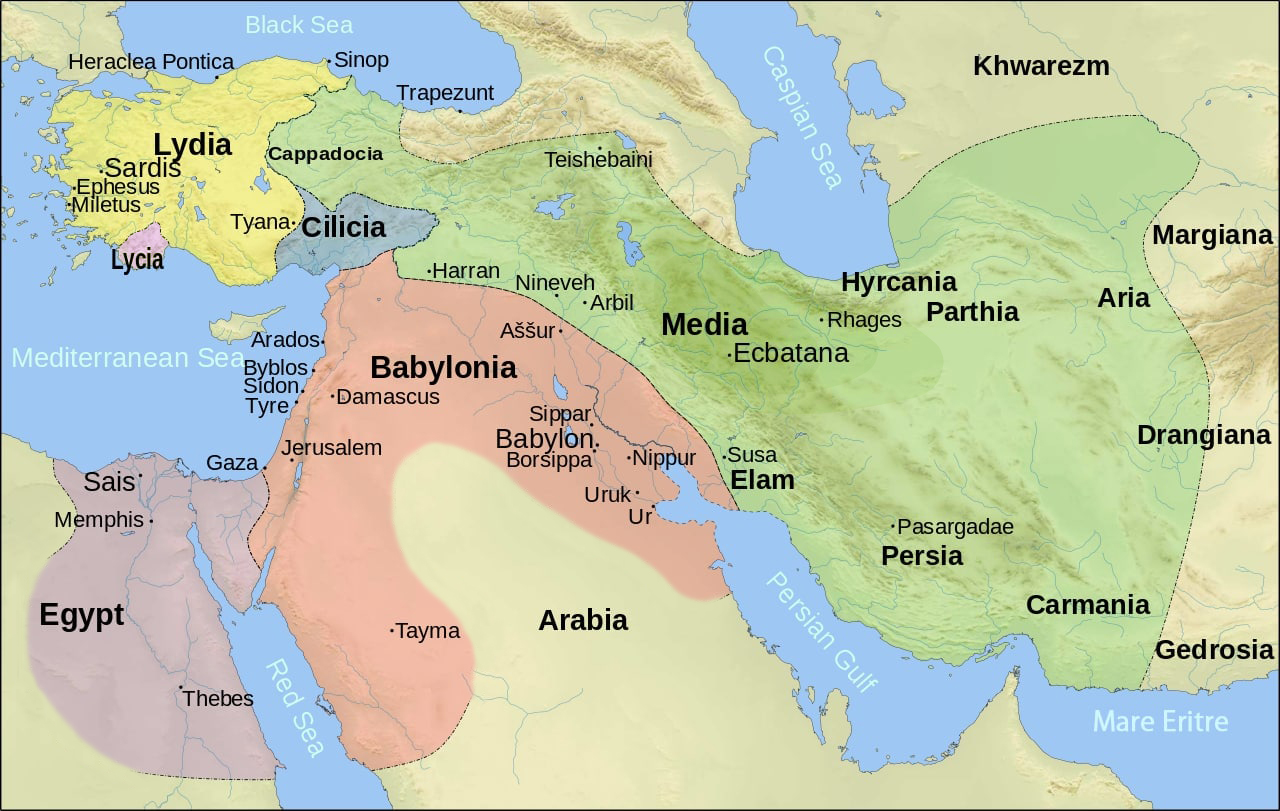
Carte de l'« empire » mède tel qu'on le conçoit habituellement à la période de son expansion maximale, en réalité très hypothétique.

Selon l'histoire racontée par Hérodote, les Mèdes et les Babyloniens seraient alors devenus de proches alliés, et Bérose, prêtre babylonien écrivant en grec, rapporte le mariage de Nabuchodonosor II, fils de Nabopolassar, avec Amytis, fille de Cyaxare, qui serait entre autres à l'origine de la construction des Jardins suspendus de Babylone. Le contexte pourrait en fait être devenu tendu entre les deux vainqueurs désormais face à face, même si on voit dans des sources babyloniennes de l'époque des marchands de cette région posséder un comptoir à Ecbatane. Les relations entre les deux nations restent mal connues, les Mèdes étant en fin de compte très peu présents dans les sources de la Babylonie contemporaine. Selon Hérodote, Cyaxare aurait poursuivi ses conquêtes, en soumettant l'Anatolie orientale (ce qui implique qu'il ait alors achevé au passage ce qu'il restait du royaume d'Urartu), avant d'affronter en 585 le roi de Lydie, Alyatte II lors de la Bataille de l'Éclipse. Cette bataille serait restée indécise, et une éclipse de soleil serait survenue, effrayant les belligérants. Ceux-ci auraient alors fait la paix, avec pour intermédiaire Nabuchodonosor, et établi leur frontière sur le fleuve Halys, l'actuel Kızılırmak. En fait, l'expansion mède vers l'ouest reste discutée, en l'absence de preuves concrètes. Cyaxare meurt peu après, et son fils Astyage, le dernier roi mède connu, lui succède.
L'« empire » mède est donc une entité politique qui reste insaisissable, si bien que la réalité de son existence est niée par certains spécialistes, et ce de plus en plus couramment, même si les positions traditionnelles plus proches du récit de Hérodote ont toujours des défenseurs. Rien n'est connu de l'organisation de cette entité politique, et ses limites géographiques sont inconnues. On a souvent supposé que les structures du royaume mède avaient en grande partie été reprises par leurs successeurs perses, mais cela reste très spéculatif, et l'héritage élamite est désormais considéré comme plus déterminant dans la formation de l'empire perse. L'absence d'inscriptions royales mèdes, de même que l'absence à ce jour de témoignages archéologiques montrant l'existence d'un État important en Médie à cette période, tout cela incite à voir dans le royaume mède une construction politique peu élaborée. La vision la plus radicale et minimaliste considère que les Mèdes n'ont jamais formé un royaume solide, mais sont toujours restés divisés, les incursions en Assyrie ne relevant que de razzias menées en grande partie par des mercenaires mèdes faisant partie de l'armée assyrienne et unis pour la circonstance. Selon A. Fuchs : « très probablement, le royaume mède n'était qu'une fédération lâche de chefs et de rois iraniens occidentaux, unis par leurs liens personnels avec le roi mède, qui était moins un monarque absolu qu'un premier parmi ses pairs. » D'autres maintiennent l'image d'un royaume mède puissant et structuré, qui aurait eu une influence sur l'empire perse et sa culture, notamment en raison de l'importance que semblent détenir les Mèdes dans l'empire des Achéménides,.

### Les Mèdes sous la domination achéménide

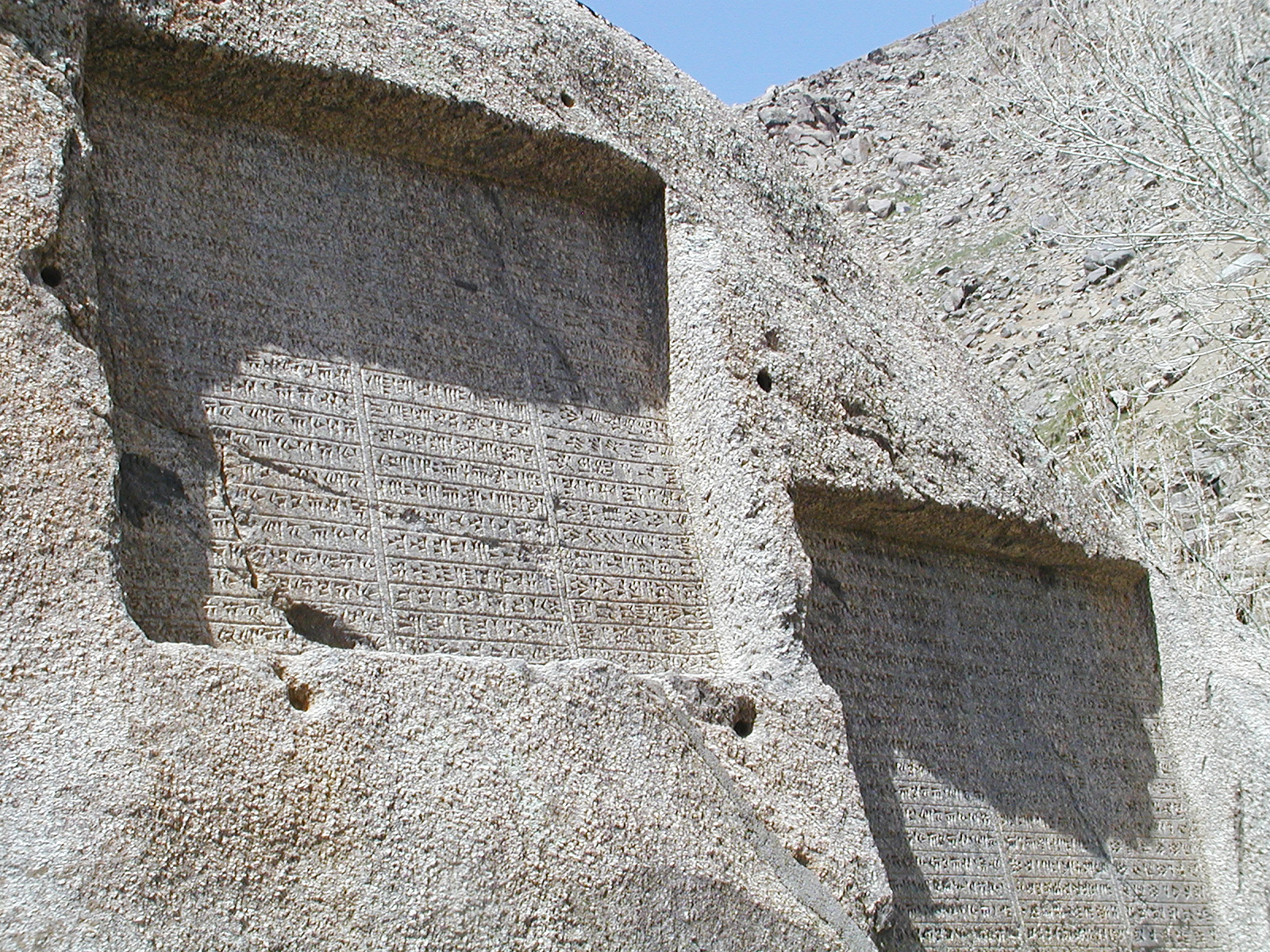
Inscriptions de Darius Ier et Xerxès Ier à Ganj Nameh, près de Hamadan en Médie.

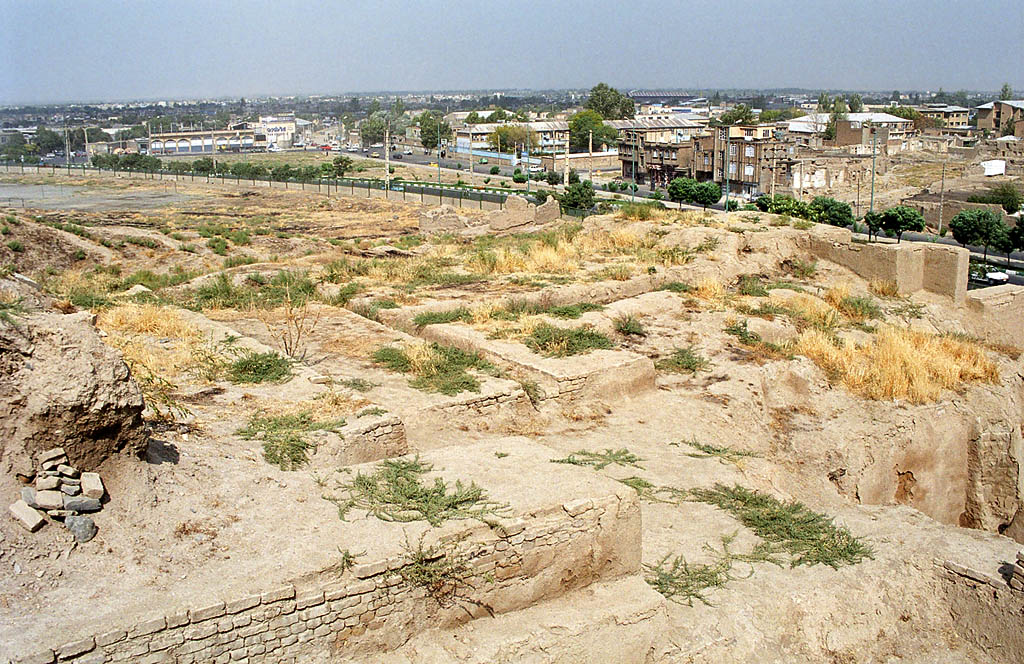
Ruines d'Ecbatane, dans la banlieue de l'actuelle Hamadan.

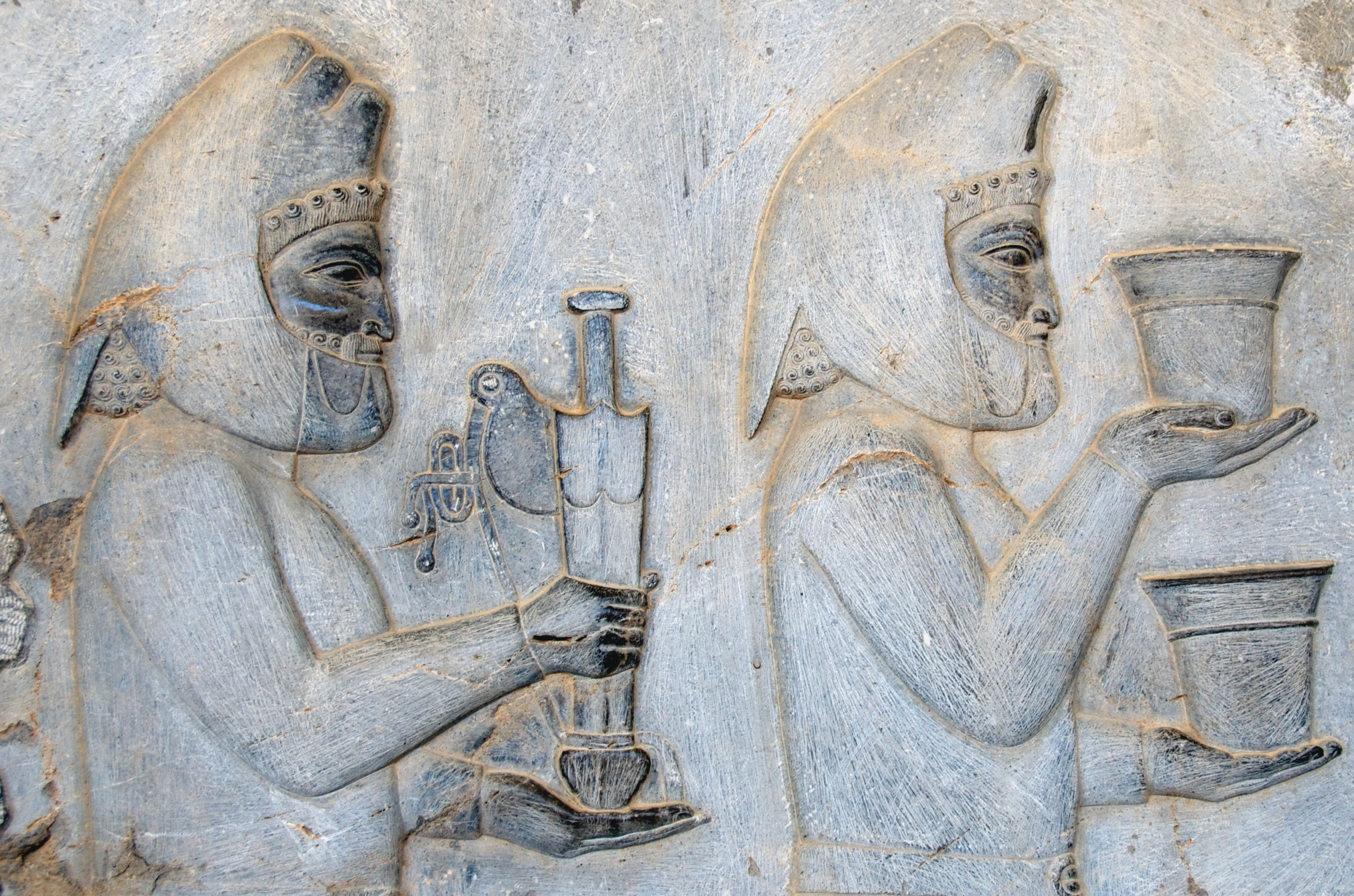
Tributaires mèdes, bas-relief de l'apadana de Persépolis ; la délégation mède est la première en rang et celle qui comprend le plus de membres, donc celle qui a l'honorabilité la plus importante.

Entre 553 et 549, le roi perse Cyrus II se soulève contre les Mèdes et réussit à vaincre Astyage. Cet événement nous est rapporté par des sources babyloniennes, notamment la Chronique de Nabonide, et des auteurs grecs, comme Hérodote et Ctésias, qui en présentent différentes versions dans leur déroulement, même s'il est souvent mis en avant que la victoire fut difficile, et aidée par la trahison d'une partie de l'armée mède (par Harpage dans les sources grecques). Ce conflit serait une révolte, puisque les auteurs grecs font de Cyrus le vassal d'Astyage et même son petit-fils. Ces deux aspects sont remis en cause par les chercheurs actuels ; en raison des incertitudes sur la nature du royaume mède et son extension orientale, cette question ne peut être tranchée. En tout cas, cette victoire constitue un marchepied vers la gloire pour Cyrus, qui enchaîne ensuite une série de victoires et construit le puissant empire des Achéménides.
La domination perse en Médie est secouée par une révolte importante au début du règne de Darius Ier, qui prend place parmi une série de rébellions survenant lors de la prise du pouvoir dans la violence de ce roi. Selon les récits laissés par ce dernier, notamment sur l'inscription de Behistun en Médie, un certain Phraortès, qui se dit descendant de Cyaxare, cherche à rétablir l'indépendance mède et parvient à s'emparer d'Ecbatane en 522. La victoire perse aurait été particulièrement difficile : si l'on se fie aux nombres donnés par les inscriptions de Darius, entre 40 000 et 50 000 personnes seraient mortes durant ce conflit, des chiffres apparemment excessifs, mais pouvant révéler un conflit âpre. Phraortès avait notamment réussi à rallier des troupes parthes. Malgré ses succès initiaux, il est vaincu, supplicié et exécuté à Ecbatane. Par la suite, la Médie se soulève une nouvelle fois contre les Perses en 409-407.
Après la conquête perse et la pacification, la Médie devient une province du nouvel empire, une satrapie, dont Ecbatane reste le centre. Cette dernière reste même une ville royale au dire des auteurs grecs. Selon Strabon, c'est leur ville de résidence estivale. Lors des fouilles du site, plusieurs trouvailles de cette période ont été faites, notamment diverses inscriptions attestant de l'activité de rois perses dans la ville. Il est ainsi assuré qu'Artaxerxès II a érigé un palais dans cette ville, mais il en existait sans doute un autre auparavant,. Un trésor royal important s'y trouvait. Les récits grecs relatifs à la conquête macédonienne de l'empire perse, en particulier ceux de Polybe, présentent la Médie comme une région riche et primordiale pour cet État. L'élevage des chevaux est un point fort de la région comme c'était déjà le cas à l'époque assyrienne, et des haras royaux de première importance y avaient été créés. La Médie est une des régions centrales de l'Empire perse, avec la Perse et la Susiane, et les Mèdes semblent avoir une position privilégiée parmi les autres peuples soumis car ils sont iraniens (de souche arya), comme les maîtres de l'empire. Ils apparaissent parmi les peuples contribuant à la construction des grands palais des capitales perses, notamment à Suse où il est dit qu'ils participent à la réalisation des bas-reliefs et apportent de l'or. Le récit d'Hérodote sur les Guerres médiques présente les troupes mèdes au premier rang parmi les unités d'élite, aux côtés des contingents perses.

### La Médie de l'époque hellénistique à la conquête arabe
Après la chute de l'Empire achéménide, les sources incitent plutôt à parler de Médie en tant que région que de Mèdes en tant que peuple. Si la région est toujours occupée en grande majorité par des Iraniens, ceux-ci ne sont plus désignés en tant que Mèdes et doivent plutôt parler un dialecte persan, voire un ancêtre du kurde.
Lors des événements conduisant à la chute de l'Empire perse face aux troupes d'Alexandre le Grand, la Médie voit se dérouler plusieurs événements cruciaux. Après sa défaite à Gaugamèles à l'automne 331, le roi perse Darius III se réfugie à Ecbatane alors que l'armée macédonienne se dirige sur Babylone. Il compte alors sur les ressources du trésor d'Ecbatane et de la Médie pour mobiliser les provinces qui lui sont encore fidèles, constituant l'Est de son empire. Il échoue en raison de la trahison de satrapes des provinces orientales, et c'est à partir d'Ecbatane qu'Alexandre organise sa victoire sur ceux-ci, en mobilisant notamment les ressources du trésor de la ville et des haras royaux de Médie. Après la mort d'Alexandre en 323, ses généraux, les Diadoques, se disputent les dépouilles de son empire. Antigone le Borgne établit à Ecbatane un de ses fidèles, le stratège Nikânor, qui se voit alors confié la direction des provinces orientales de l'ancien Empire perse, qui commencent à être désignées sous le terme de « Hautes satrapies » (en particulier la Médie, la Bactriane et la Sogdiane). Nikânor est délogé par Séleucos entre 311 et 310, qui prend alors le contrôle de la Médie et des Hautes satrapies. Durant ces conflits, la partie nord de la satrapie perse de Médie avait été confiée à Atropatès, un Perse. Celui-ci réussit à la rendre indépendante des Diadoques, et fonde le royaume de la région qui prend alors son nom, la Médie Atropatène.
Sous la domination de la dynastie des Séleucides, la Médie reste une satrapie de premier rang, son satrape étant également le « stratège des Hautes satrapies », ayant sous sa responsabilité la partie orientale du royaume. Les riches haras de Médie sont vantés par plusieurs auteurs grecs, continuant donc à jouer un rôle important pour ceux qui dominent cette région. Plusieurs colonies grecques sont fondées en Médie, comme Laodicée de Médie, l'actuelle Nehavend, ou Kermanshah (nom antique inconnue) et Ecbatane, qui est déjà un atelier monétaire de premier plan, devient une colonie sous Antiochos IV Épiphane, qui lui donne son nom, Epiphaneia. La Médie reste cependant peu hellénisée. Sa richesse et son éloignement par rapport aux centres successifs de l'Empire séleucide (la Babylonie puis la Syrie), ainsi que les difficultés rencontrées par ses rois, renforcent sans doute la puissance des satrapes de Médie, dont les pouvoirs sont déjà considérables. En 222, l'un d'eux, Môlon, se révolte en profitant des troubles liés à l'assassinat de Séleucos II, et entraîne avec lui plusieurs provinces orientales, dont la Perside dont le satrape est son propre frère, et même la Médie Atropatène. Il est vaincu péniblement par les troupes d'Antiochos III, qui dans la foulée réussit à faire du roi d'Atropatène son vassal. En 162, le satrape Timarque tente à son tour de faire sécession, se proclamant « roi de Médie », parvient à envahir temporairement la Babylonie, avant d'être vaincu par l'armée de Démétrios Ier en 160.
Les révoltes qui secouent le royaume séleucide vers 150 profitent au roi parthe Mithridate Ier, qui s'empare de la Médie et de l'Atropatène vers 148/7. Quelques années plus tard, Démétrios II lance une contre-offensive brutale, mais il est vaincu et fait prisonnier par Mithridate. Son frère Antiochos VII, nouveau maître du royaume séleucide, tente à son tour sa chance vers 130, mais après quelques succès initiaux, il ne parvient pas à s'imposer et trouve la mort durant ces conflits. Les Parthes se sont alors assurés la domination de la Médie, et probablement aussi de la Médie Atropatène. La Médie et l'Atropatène restent des provinces importantes sous leur royaume, Ecbatane restant une résidence royale et un atelier monétaire majeur. L'Atropatène conserve sans doute une autonomie importante, et ses dynastes semblent contracter des alliances matrimoniales avec la dynastie arsacide. Durant les premières décennies du Ier siècle av. J.-C., le royaume d'Arménie des Artaxiades tente d'étendre son influence sur la Médie, et noue des alliances avec les rois d'Atropatène. Ceux-ci entrent dans une relation tendue puis conflictuelle avec les Parthes, cherchant l'alliance des Romains contre eux, avant de la perdre quand ces deux derniers font la paix en 18/19 apr. J.-C. Les rois de la lignée d'Atropatès sont alors évincés et remplacés par des princes arsacides comme cela se passe en Arménie à la même période.
Durant les conflits marquant la fin de l'Empire parthe, la Médie sert de base à Artaban V contre son frère Vologèse VI, mais ne semble pas avoir opposé de résistance au Perse Ardachîr quand il élimine la dynastie parthe en 226 apr. J.-C. pour fonder la dynastie des Sassanides. Néanmoins, une inscription du roi suivant, Shapur Ier, évoque la répression d'une révolte des « Mèdes des montagnes », apparemment en Atropatène. La province de Médie (Mād) est alors divisée en plusieurs districts, notamment ceux organisés autour de Ecbatane/Hamadan, Bisotun et Nehavend. La cité de Ray (Rhagès pour les Grecs), en Médie orientale près des Portes caspiennes, connaît un essor important depuis la période parthe puis sous les Sassanides. L'Atropatène (Āturpātakān) dispose également d'un des lieux de culte majeurs de la religion officielle de l'Empire sassanide, le zoroastrisme, à Takht-e Suleiman, qui explique la présence d'un palais royal à proximité. La conquête de ces régions par les troupes islamiques, notamment après leur grande victoire sur les Sassanides à Nahavend vers 640 marque une nouvelle étape dans l'histoire de la Médie, désormais désignée par les textes arabes comme « les Montagnes » (al-Djibāl) ou « l'Irak des Barbares » (al-ʿIrāq al-ʿadjamī), et toujours organisée autour de Hamadan, nouveau nom d'Ecbatane,,.

## Mèdes, Kurdes et langues «mèdes» modernes
La langue mède est classée traditionnellement par les linguistes dans le groupe des langues iraniennes du Nord-Ouest, qui comprend également le parthe, puis des langues récentes telles que le kurde, le zazaki, le baloutchi, le gilaki, etc., modèle qui est discuté. Selon H. Borjian, « l'interprétation linguistique de l'ancien mède (déjà avec de nombreux dialectes) peut être élargie en le considérant comme un ancêtre du parthe et de toutes les autres langues iraniennes du nord-ouest, y compris les dialectes centraux, les groupes tatien et caspien, gorani-awromani et zaza ».
Des langages actuels rangés dans la catégorie du groupe nord-ouest des langues iraniennes sont qualifiés par certains chercheurs de « mèdes » (ou « nouveau mède »), avant tout sur des bases géographiques, parce que la région correspondant à l'antique Médie ne semble pas avoir connu de grandes vagues migratoires et qu'on peut donc supposer qu'il y a une continuité linguistique. Le fait que la langue mède antique ne soit pas bien connue rend cependant la reconstruction des liens entre ces langues compliquée. Ainsi selon G. Windfuhr, on peut considérer que « les langues modernes de l’Azerbaïdjan et du centre de l'Iran, situées dans les antiques Médie atropatène et Médie proprement dite, sont des dialectes « mèdes », même si le vieux mède est principalement connu par des médismes du vieux perse ». C'est par exemple le cas des dialectes « mèdes » encore parlés de nos jours dans la région de Kashan, bien qu'en fort recul face au persan.
Les Kurdes en particulier revendiquent souvent les Mèdes comme leurs ancêtres. Wadie Jwaideh, professeur d'histoire à l'université de Californie, affirme ainsi que « l'empire mède, l'un des ancêtres bien connus du peuple kurde, était le seul grand État national dont on peut dire qu'il avait été fondé par les Kurdes ». Selon G. Asatrian : « Le point de vue sur l'origine mède des Kurdes a été un élément important du discours social et politique kurde depuis leur éveil national. L'affiliation génétique entre les Kurdes et leur langue et les anciens Mèdes a toujours été considérée comme une vérité absolue et incontestable pour la plupart des auteurs kurdes ». Le principal argument historique en ce sens est le fait que dans les sources arméniennes médiévales tardives, les Kurdes sont parfois désignés comme des « Mèdes » (markʿ) ou « une tribu des Mèdes » (azgn maracʿ), ce qui est plutôt vu dans le milieu académique comme une nouvelle manifestation de l'habitude des auteurs médiévaux de désigner des peuples qui leur sont contemporains du nom de peuples antiques ayant vécu à peu près au même endroit. Une filiation linguistique a été mise en avant par V. Minorsky. Du point de vue de la recherche récente en linguistique, il n'y a pas de raison de considérer qu'il y ait des affinités particulières entre la langue mède et le kurde parmi le groupe des langues nord-ouest iraniennes auquel sont rattachées les deux langues, l'histoire ancienne de la langue kurde restant du reste obscure, et objet de discussions.